# Une génération enchantée
Pour plus de détails, voir Fiche technique et Distribution.
Une génération enchantée (نسل جادویی, Nasl-e Jadouei) est un film iranien réalisé par Iraj Karimi en 2006.

## Synopsis
C’est l’histoire d'une nouvelle génération pleine de talents cachés qui doivent se découvrir. Jaleh, Babak, Forough, Kaveh, Aria, Avishen ont tous des pouvoirs surnaturels. Jaleh est à la recherche de jeunes gens comme eux. Aussi lance-t-il une invitation à une soirée spéciale, espérant ainsi réunir toutes les forces de ces personnes douées afin de contacter l’âme de sa sœur défunte, Sima. Cette réunion les mènera à dépasser les limites de leurs expériences passées et à surmonter une réalité à présent bouleversée, pour atteindre un niveau supérieur de connaissance et d’intuition.

## Fiche technique
- Titre : Une génération enchantée
- Titre original : نسل جادویی (Nasl-e Jadouei)
- Réalisation : Iraj Karimi
- Scénario : Iraj Karimi
- Production : Jahangir Kosari
- Durée : 90 min.
- Pays :  Iran
- Langue : Persan
- Date de sortie : 2006

## Distribution
- Hedieh Tehrani
- Rambod Javan
- Baran Kosari
- Kourosh Tahami
- Negar Javaherian
- Shahrokh Foroutanian
- Sassan Bani
- Farhad Esmaili
- Elika Abdolrazaghi
- Ahmad Hamed